# Тітаренко Любов Вікторівна
Титаренко Любов Вікторівна (нар. 1952 р.) — українська акторка, режисерка, художня керівниця Київського Драматичного театру «Браво», суспільна діячка. Заслужена діячка мистецтв України.

## Життєпис
Народилась 5 лютого 1952 року у селі Теплиця Одеської області у сім'ї швачки та військовослужбовця. Згодом сім'я переїхала у Київ.
Закінчила Київський національний університет імені Івана Карпенка-Карого (курс Бориса Ставицького).
З 1977 по 1991 рр. була акторкою у Київському національному академічному театрі ім. Л. Українки.
У квітні 1991 року створила Київський Драматичний театр «Браво» — перший приватний театр на теренах незалежної України.

## Творча діяльність
У Київському драматичному театрі «Браво» Любов Тітаренко як режисер створила понад 100 вистав за світовою та сучасною українською драматургією. Серед найвідоміших постановок: «Панночка», «Одруження» за Миколою Гоголем, "Трамвай «Бажання» за Тенесі Уільямсом, «Одружіться на мені» за Надією Птушкіною, «В ім'я справжньої любові» за Семеном Затуловським, «Дорога Памела або як пришити стареньку» за Еріком Шміттом, «Дочки-матері» за Олександром Марданем.
Амплуа акторки-драматичні ролі яскравих і непередбачуваних жінок.

## Суспільна діяльність
Починаючи з 2014 року Любов Тітаренко веде активну суспільну діяльність. Є переконаним пацифістом, виступає за мир в Україні та загальнолюдські цінності,які на її думку врятують світ від гуманітарної катастрофи.